# José Sánchez (Radsportler, 1941)
José Luis Sánchez Sánchez (* 27. Juli 1941 in San José (Costa Rica)) ist ein ehemaliger Radrennfahrer aus Costa Rica.

## Sportliche Laufbahn
Sánchez war im Straßenradsport aktiv. Er war Teilnehmer der Olympischen Sommerspiele 1968 in Mexiko-Stadt. Das olympische Straßenrennen beendete er nicht. Im Mannschaftszeitfahren kam Costa Rica mit Adrián Solano, José Sánchez, José Manuel Soto und Miguel Ángel Sánchez auf den 27. Rang. 1965 wurde er Vierter der Vuelta a Costa Rica.